# Cohesine
Cohesine sind Proteinkomplexe, die in der Zelle sowie bei der Mitose und der Meiose von entscheidender Bedeutung sind.
Cohesinmoleküle stabilisieren in der Zelle das Chromatingerüst und damit die dreidimensionale Struktur der Chromosomen. Während der Replikation der DNA in der S-Phase des Zellzyklus werden die beiden Schwesterchromatiden mit Hilfe der Cohesin-"Ringe" der gesamten Länge nach aneinandergebunden. In der Anaphase (Mitose) löst ein Enzym, die Separase, diese Cohesine wieder auf und die Schwesterchromatiden können von den Spindelfasern zu den Zellpolen gezogen werden. In höheren Eukaryoten wird das Cohesin entlang der Chromosomenarme bereits zu Beginn der Mitose durch Phosphorylierung durch Polo-like Kinase 1 entfernt.
In der Meiose verbinden die Cohesine neben den oben beschriebenen Schwesterchromatiden auch die homologen Chromosomen bei der Tetradenbildung in der Prophase I. Hier erfolgt die Trennung der homologen Chromosomen in der Anaphase der ersten Reifeteilung.